# Srdečné pozdravy z Ruska
Srdečné pozdravy z Ruska je v pořadí druhý film o Jamesi Bondovi z roku 1963, adaptací pátého románu spisovatele Iana Fleminga o této postavě z roku 1957.

## Zajímavosti
V roce 2004 druhou Bondovku časopis Total Film zařadil mezi devět největších britských filmů všech dob. Prezident John Fitzgerald Kennedy byl velkým fanouškem knižní předlohy. Objevila se zde poprvé dnes už tradiční předtitulková sekvence. V úvodu filmu se v rámci mezinárodního šampionátu v šachu odehrává partie mezi MacAdamsem z Kanady a Kronsteenem z Československa.

## Děj
James Bond a také agentka KGB Romanovová se dostávají do vysoké hry mezi MI6 a Ernstem Blofeldem, šéfem organizace SPECTRE. Romanovová je přesvědčena, že v Istanbulu má předstírat, že chce Britům předat cenné dešifrovací zařízení, vše je ale poněkud jinak.

## Osoby a obsazení
- James Bond — Sean Connery
- M — Bernard Lee
- Moneypenny — Lois Maxwellová
- Q — Desmond Llewelyn
- Taťjana Romanovová — Daniela Bianchi
- Rosa Klebbová — Lotte Lenya
- Donald „Red“ Grant — Robert Shaw
- Sylvia Trenchová — Eunice Gayson
- Kerim Bey — Pedro Armendariz
- Morzeny — Walter Gotell
- Kronsteen — Vladek Sheybal
- Vida — Aliza Gur
- Zora — Martine Beswick

## Dabing
| Postava            | 1. Dabing       | 2. Dabing        |
| ------------------ | --------------- | ---------------- |
| James Bond         | Rudolf Jelínek  | Pavel Šrom       |
| Tatiana Romanovová | Zuzana Skalická | Kateřina Lojdová |
| Ali Kerim Bey      | Dalimil Klapka  | Vladimír Čech    |

## Soundtrack
Toto je první bondovka ze série filmů, kde je uveden jako primární skladatel John Barry.